# NGC 1523
NGC 1523 is vier sterren in het sterrenbeeld Goudvis. Het hemelobject werd op 6 december 1834 ontdekt door de Britse astronoom John Herschel.

## Synoniemen
- ESO 156-**39